# Joachim Kuhs
Joachim Hans Kuhs (* 25. Juni 1956 in Schonach) ist ein deutscher Politiker (AfD). Er war von 2019 bis 2024 Mitglied des Europäischen Parlaments.

## Leben
Kuhs absolvierte eine Ausbildung zum Rechtspfleger und ist beim Staatlichen Rechnungsprüfungsamt Freiburg tätig.
Im März 2013 trat er in die AfD ein und ist in der Vereinigung „Christen in der AfD“ (ChrAfD) aktiv. Als die bisherige Vorsitzende Anette Schultner im Oktober 2017 aus der Partei austrat, wurde Kuhs, der bisher stellvertretender Vorsitzender gewesen war, ihr Nachfolger. Im Dezember 2017 wurde Kuhs erstmals als Schriftführer in den AfD-Bundesvorstand gewählt.
Bei der Landtagswahl in Baden-Württemberg 2016 kandidierte Kuhs als Direktkandidat im Landtagswahlkreis Baden-Baden und erzielte mit 14,5 % der abgegebenen Stimmen den dritten Platz. Bei der Bundestagswahl am 24. September 2017 kandidierte er als Direktkandidat im Bundestagswahlkreis Rastatt und erzielte mit 12,2 % der abgegebenen Stimmen den dritten Platz.
Im Mai 2019 wurde er in das Europäische Parlament gewählt. Bei den gleichzeitig stattfindenden Kommunalwahlen wurde er in den Gemeinderat von Baden-Baden gewählt. Im Europäischen Parlament gehörte er der Fraktion Identität und Demokratie an.
Im Mai 2020 behauptete Kuhs, mit „Zustimmung der Altparteien“ werde „die Afrikanisierung unserer Kultur forciert“.
Von Februar 2023 bis März 2024 leitete er kommissarisch die AfD-Delegation im Europaparlament.
Für die Europawahl 2024 wurde Kuhs nicht wieder auf einem Listenplatz der AfD aufgestellt. Er schied somit im Juli 2024 aus dem Europaparlament aus.
Bei der Landtagswahl 2026 kandidiert Kuhs auf Platz 13 der AfD-Landesliste.
Kuhs ist verheiratet und hat zehn Kinder. Er ist Mitglied einer unabhängigen anglikanischen Kirchengemeinde in Baden-Baden und fungiert dort als Gemeindeältester und Laienprediger.